# Condado de Benton (Misuri)
El condado de Benton (en inglés: Benton County) es un condado en el estado estadounidense de Misuri. En el censo de 2000 el condado tenía una población de 17.180 habitantes. La sede de condado es Warsaw. El condado fue fundado en 1835 y fue nombrado en honor a Thomas Hart Benton, un senador de Misuri.

## Geografía
Según la Oficina del Censo, el condado tiene un área total de 1.949 km² (752 sq mi), de la cual 1.827 km² (706 sq mi) es tierra y 122 km² (46 sq mi) (6,24%) es agua.

### Condados adyacentes
- Condado de Pettis (norte)
- Condado de Morgan (noreste)
- Condado de Camden (sureste)
- Condado de Hickory (sur)
- Condado de St. Clair (suroeste)
- Condado de Henry

## Autopistas importantes
- U.S. Route 65
- Ruta Estatal de Misuri 7
- Ruta Estatal de Misuri 83

## Demografía
En el  censo de 2000, hubo 17.180 personas, 7.420 hogares y 5.179 familias residiendo en el condado. La densidad poblacional era de 24 personas por milla cuadrada (9/km²). En el 2000 había 12.691 unidades habitacionales en una densidad de 18 por milla cuadrada (7/km²). La demografía del condado era de 97,96% blancos, 0,15% afroamericanos, 0,53% amerindios, 0,13% asiáticos, 0,01% isleños del Pacífico, 0,12% de otras razas y 1,10% de dos o más razas. 0,89% de la población era de origen hispano o latino de cualquier raza. 
La renta promedio para un hogar del condado era de $26.646 y el ingreso promedio para una familia era de $32.459. En 2000 los hombres tenían un ingreso medio de $26.203 versus $19.054 para las mujeres. La renta per cápita para el condado era de $15.457 y el 15,70% de la población estaba bajo el umbral de pobreza nacional.

## Ciudades y pueblos
- Cole Camp
- Edwards
- Ionia
- Lincoln
- Mora
- Warsaw